# Мирослав Брозовић
Мирослав Брозовић (Мостар, 26. августа 1917 − Мостар, 5. октобра 2006) био је југословенски фудбалски репрезентативац. Пре Другог светског рата играо за ХШК Зрињски Мостар и 1. ХШК Грађански из Загреба (освојио првенство Југославије 1936/37. и 1939/40), а након ослобођења за београдски Партизан (као први капитен Партизана освојио првенство Југославије 1946/47. и куп Југославије 1947), а од 1950. за Сарајево и то у двострукој улози: тренер и играч, са којим је освојио првенство Југославије 1966/67.
Године 1963. био је тренер Борца из Бања Луке.
Играо је за репрезентацију нацистичке Хрватске за време Другог светског рата. Наступио је и 17 пута за "A" i 2 пута за „Б“ репрезентацију Југославије. Освојио сребрну медаљу на Олимпијским играма 1948. у Лондону.